# Johann Friedrich Richter (Lehrer)
Johann Friedrich Richter (* 3. April 1794 in Tübingen; † 10. Oktober 1853 in Marbach am Neckar) war von 1822 bis 1853 Schulmeister in Marbach am Neckar. Er nahm die auswärtigen Zöglinge an seinen Wirkungsorten im eigenen Haus auf, so dass von 1815 bis 1844 rund 400 Kostgänger das Richtersche Haus durchlaufen haben. Durch die Einrichtung einer privaten Turnanstalt in seinem Garten 1842 gilt er auch als Marbacher „Turnvater“. Der Kreis seiner Schüler veranstaltete noch Jahrzehnte nach seinem Tod ehrende Zusammenkünfte in Marbach, seine Nachkommen halten bis in die Gegenwart den so genannten Richtertag ab. Im Jahr 1994 fand eine Ausstellung über Leben, Wirken und Umfeld Richters statt.

## Leben
Er war der Sohn des Tübinger Druckers Christian Adam Richter und fiel bereits in seiner Schulzeit in Tübingen durch Gelehrsamkeit auf. 1806 gab er bis zu drei Schülern Nachhilfeunterricht. Ab März 1810 absolvierte er am Tübinger Famulat eine Ausbildung zum Lateinlehrer. Ab 15. Januar 1815 war er Präzeptoratsvikar am Stuttgarter Gymnasium, ab 27. Juni 1815 Präzeptor in Balingen. Dort heiratete er am 23. Juni 1818 die Lehrerstochter Luise Sting (1796–1884). Der Ehe entstammten elf Kinder, von denen die meisten das Erwachsenenalter erreichten. Im Februar 1822 kam Richter als Präzeptor in die Marbacher Lateinschule. Er nahm die auswärtigen Zöglinge an seinen Wirkungsorten zusätzlich zu seinen eigenen Kindern zum Teil über längere Zeit in seinen Wohnungen in Balingen und ab 1822 im alten Marbacher Schulhaus auf, so dass von 1815 bis 1844 rund 400 Kostgänger das Richtersche Haus durchlaufen haben. In amtlichen Beurteilungen wird mehrfach die schlechte Schrift der Schüler bemängelt, so dass Richter sicher kein außergewöhnlich begabter Lehrer war. Dennoch hatte er, vor allem wegen seines persönlichen Einsatzes für die Auswärtigen, einen über Marbach hinausreichenden guten Ruf.
Im Jahr 1842 wird erstmals die Privatturnanstalt in Richters Garten erwähnt, die er aus privater Initiative heraus eingerichtet hatte und wo die Schüler freiwilligen Turnunterricht erhalten konnten. Die Gemeinde richtete Richters Turnjugend 1844 ein Grundstück am Schafwasen ein, wo 1903 dann die Turnhalle erbaut wurde. Richter gilt daher auch als „Marbacher Turnvater“.
Richters letzte Lebensjahre waren von Armut bestimmt, die vor allem auf den Unterhalt seiner eigenen Kinder zurückzuführen ist. 1849 hielt er sich zu Badekuren in Cannstatt auf. 1853 verstarb er nach unterschiedlichen Quellen entweder an einem „Magenschlag“ oder einem Hirnschlag.

## Nachkommen
Der Ehe mit Luise Sting (1796–1884) entstammten elf Kinder, von denen drei im Säuglingsalter starben. Die 1821 in Balingen geborene Tochter Johanna Louise starb durch Krankheit im Alter von 20 Jahren.
- Friedrich Richter (1819–1879), von 1853 bis zu seinem Tod Stadtpfarrer in Neuenstein
- Wilhelm Richter (1823–1902), Kaufmann in Stuttgart
- Gustav Richter (1825–1889), folgte dem Vater bis 1854 als Präzeptoratsverweser in Marbach und war danach Pfarrer an verschiedenen Orten
- Carl Richter (1827–1907), Kaufmann in Marbach
- Otto Richter (1828–1895), Hofkameralverwalter in Stammheim, Altshausen und Cannstatt, 1873 in den Adelsstand erhoben, Mitbegründer der Studentenverbindung Landsmannschaft Schottland
- Ludwig Richter (1832–1876), Schultheiß in Neckargartach
- Luise Richter (1835–1895), heiratete 1861 den geheimen Gerichtsrat Rudolf Stroh

## Andenken
Richter wird in zahlreichen Schriften als außergewöhnliche Persönlichkeit Marbachs gewürdigt. Seine Schüler, die auch nach seinem Tod am Turnen festhielten, worauf die Gründung des Marbacher Turnvereins zurückgeht, veranstalteten noch rund 30 Jahre nach seinem Tod ehrende Zusammenkünfte an seinem Grab. Eine Nachbildung seines Grabkreuzes ist noch heute in Marbach erhalten. Die große Zahl seiner Nachkommen hält bis in die Gegenwart den Richtertag ab. Die Stadt Marbach ehrte Richter 1994 mit einer Ausstellung über sein Leben, Wirken und Umfeld.